# Кумбан
Кумбан (на френски: Koumban) е град и община в източна Гвинея, регион Канкан, префектура Канкан. Населението на общината през 2014 година е 21 028 души.